# محمد بن أحمد النسوي
محمد بن أحمد النسوي (بالفارسية: شهاب‌الدین زیدری نسوی)، وقيل النسائي الخرندزي، وقيل الخوارزمي، ولد ونشأ في قلعة خُرَنْدَز من أعمال نَسَا في خراسان، وكان أبوه مالكاً للقلعة إرثاً من أسلافه، تلقى في طفولته ويفاعته علوم العربية والفارسية، واطلع على أدبهما، وحين مات والده آل حكم القلعة إليه، ألتحق بخدمة جلال الدين منكبرتي كاتباً للإنشاء لديه، ورافق جلال الدين في حروبه، وكان يضع له أهم المراسيم التي يصدرها، ويُسْفِرُ له في المهمات السياسية، فعينه وزيراً لنسا، مشترطاً عليه البقاء معه على أن يولي عليها نائباً عنه، وعندما تتبعهم المغول أرسله جلال الدين في سفارة إلى ميَّافارقين ليطلب المساعدة من حاكمها المظفر شهاب الدين غازي بن العادل الأيوبي الذي رفض طلبهم فعاد النسوي إلى جلال الدين وأنضم إلى معسكره عند مدينة خلاط ثم لحق به إلى مدينة حاني ليخبره بجواب طلبه وبقي ملازماً له حتى حاصره التتار، وبعد مقتل جلال الدين على يد أحد الأكراد في منتصف شوال سنة 628هـ/1231م، انظم النسوي إلى خدمة غازي بن العادل الأيوبي ملك ميافارقين، ثم فارقه بعد أن ساءت العلاقة بينهما، والتحق بخدمة مقدم الخوارزمية بركة خان حيث صار عنده بمنزلة الوزير إلى أن قتل بركة سنة 644هـ/1246م، فانتقل إلى خدمة سلطان حلب الناصر يوسف بن العزيز الأيوبي، الذي اتخذه سفيراً له إلى التتار عدة مرات، عاد في آخرها إلى حلب، ثم ما لبث أن توفي فيها سنة 647هـ/1249م.

## اسمه ونسبه
هو أبو جعفر محمد بن أحمد بن علي بن محمد النسوي أو النسائي، نسبةً إلى مدينة نسا مسقط رأسه،  وقيل الخرندزي، أو الخوارزمي.

## مولده ونشأته
ولد ونشأ في قلعة خُرَنْدَز من أعمال نَسَا في خراسان، وكان أبوه مالكاً للقلعة إرثاً من أسلافه، نشأ وشب وتلقى علوم العربية والفارسية واطلع على أدبهما في هذه القلعة، وحين مات والده آل حكمها إليه، وظل على هذه الحال حتى هجوم المغول على إقليم خرسان بحيث انتقل بعد ذلك إلى العمل عند جلال الدين منكبرتي.

## مؤلفاته
ألف كتاباً في سيرة جلال الدين سماه «سيرة السلطان جلال الدين مَنكبُرْتي» غير أنه لم يقتصر فيه على سرد حياته فحسب، بل استهل كتابه بسرد تاريخ التتار في موطنهم، ثم تتبعهم إلى أن حطّوا رحالهم على حدود بلاد المشرق الإسلامي، ثم تكلم عن الدولة الخوارزمية في عهد السلطان علاء الدين محمد والد جلال الدين وعن صراعه مع التتار الذي انتهى بموته وسقوط دولته، ثم راح يفصل الحديث عن الدولة الخوارزمية في عهد آخر سلاطينها جلال الدين منكبرتي.

## وفاته
توفي النسوي بعد أن جاوز السبعين من عمره  في مدينة حلب سنة 647هـ/1249م.

## وصلات خارجية
- الموسوعة العربية: النسوي